# Willem Sandhövel
Wilhelmus Josephus (Willem) Sandhövel (Amsterdam, 19 mei 1883 - Maastricht, 3 oktober 1962) was een Nederlands architect en publicist over architectuur. Hij was betrokken bij tal van bouwprojecten in Maastricht en omgeving, deels met zijn compagnon Victor Marres. Vanaf 1945 was hij directeur van de mede door hem opgerichte Academie voor Bouwkunst in Maastricht.

## Levensloop
Willem Sandhövel werd in Amsterdam geboren als zesde van acht kinderen van Jacobus Hubertus Sandhövel (1839-1897) en Wilhelmina Esselina Hoedemaker (1844-1922). Van de acht kinderen bereikten alleen Willem en zijn jongste zus Wilhelmina de volwassenheid. Zijn ouders hadden een patisserie/chocolaterie op de Dam nr. 13. Na het behalen van zijn HBS B-diploma, volgde hij een architectenopleiding aan de kunstacademie in Amsterdam. Volgens een andere bron volgde hij een hogere technische opleiding en was hij daarna werkzaam op het bureau van Hendrik Petrus Berlage. Ook werkte hij enige tijd als assistent van Johan Wilhelm Hanrath.
Sandhövel was tweemaal gehuwd. In 1909 trouwde hij met Antonette Sophia Peereboom (1886-1931). Uit dit huwelijk werden vijf kinderen geboren. Een van de kinderen, Johannes Sandhövel (1918-1953) werd eveneens architect. Op 19 juni 1933, twee jaar na de dood van Antonette, trouwde hij te Maastricht met Louisa Catharina Maria Hubertina Veugen (1911-1991). Uit dit huwelijk werden vier kinderen geboren.

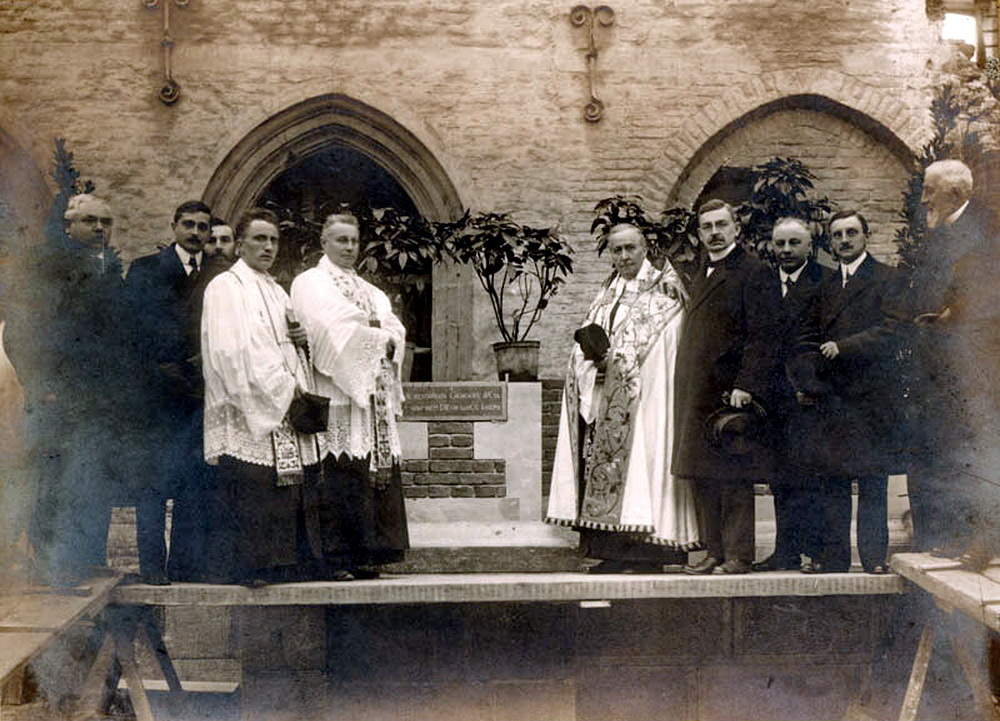
Eerstesteenlegging verbouwing Augustijnenkerk. Links: Marres en Sandhövel

Sandhövel was in Maastricht enige tijd directeur van het Gemeentelijk Bouw- en Woningtoezicht. Vanaf 1919 was hij geassocieerd met de Maastrichtse architect Victor Marres, die eveneens in Amsterdam gestudeerd had en op het bureau van Berlage werkzaam geweest was. Het architectenbureau Marres & Sandhövel was gevestigd aan de Van Hasseltkade 4, later Cortenstraat 1, in het centrum van Maastricht. De meeste van hun ontwerpen waren in  in traditionalistische stijl, soms met kenmerken van de Amsterdamse School (Jeanne d'Arclyceum) of de art deco (winkelpui Grote Staat 32). In 1927 ontstond er een geschil tussen Marres en Sandhövel enerzijds, en Bouwvereeniging St. Servatius anderzijds, over honoraria bij het niet realiseren van een ontwerp. In 1928 adviseerde Sandhövel het Maastrichtse gemeentebestuur tegen de voorgestelde locatie voor de nieuw te bouwen Wilhelminabrug. Zijn bezwaren werd niet ter harte genomen. Later bleek de locatie van de brug, waarvoor tientallen historische panden moesten worden afgebroken, uitermate ongunstig, omdat alle verkeer via de Markt in de krappe straten van de binnenstad terechtkwam. De samenwerking tussen Marres en Sandhövel eindigde omstreeks 1928, omdat Victor Marres al in 1924 met vrouw en kinderen naar Ukkel (bij Brussel) was vertrokken.
Tijdens de Tweede Wereldoorlog weigerde hij lid te worden van de Nederlandsche Kultuurkamer, waardoor hij zijn beroep niet meer mocht uitoefenen. Het gezin leefde daardoor in de oorlog in armoede. Na de oorlog was hij in 1945 medeoprichter (samen met J. Turlings en J. Zollner) en eerste directeur van de Academie voor Bouwkunst te Maastricht (thans onderdeel van Zuyd Hogeschool).
Sandhövel was vele jaren hoofdbestuurslid en districtscommissaris van de Bond van Nederlandse Architecten. Vanaf 1923 was Sandhövel mederedacteur van het blad Mededeelingen van de architectuurafdeling van het Algemeen Kristelijk Kunstenaarsverbond. Daarnaast was hij hoofdarbiter voor de Raad van Arbitrage voor de Bouwzaken en lid van de Ereraad van Architecten. Sandhövel was ridder in de Orde van Oranje-Nassau.
Hij overleed op 79-jarige leeftijd in het Ziekenhuis Sint Annadal in Maastricht.

## Bouwwerken (selectie)

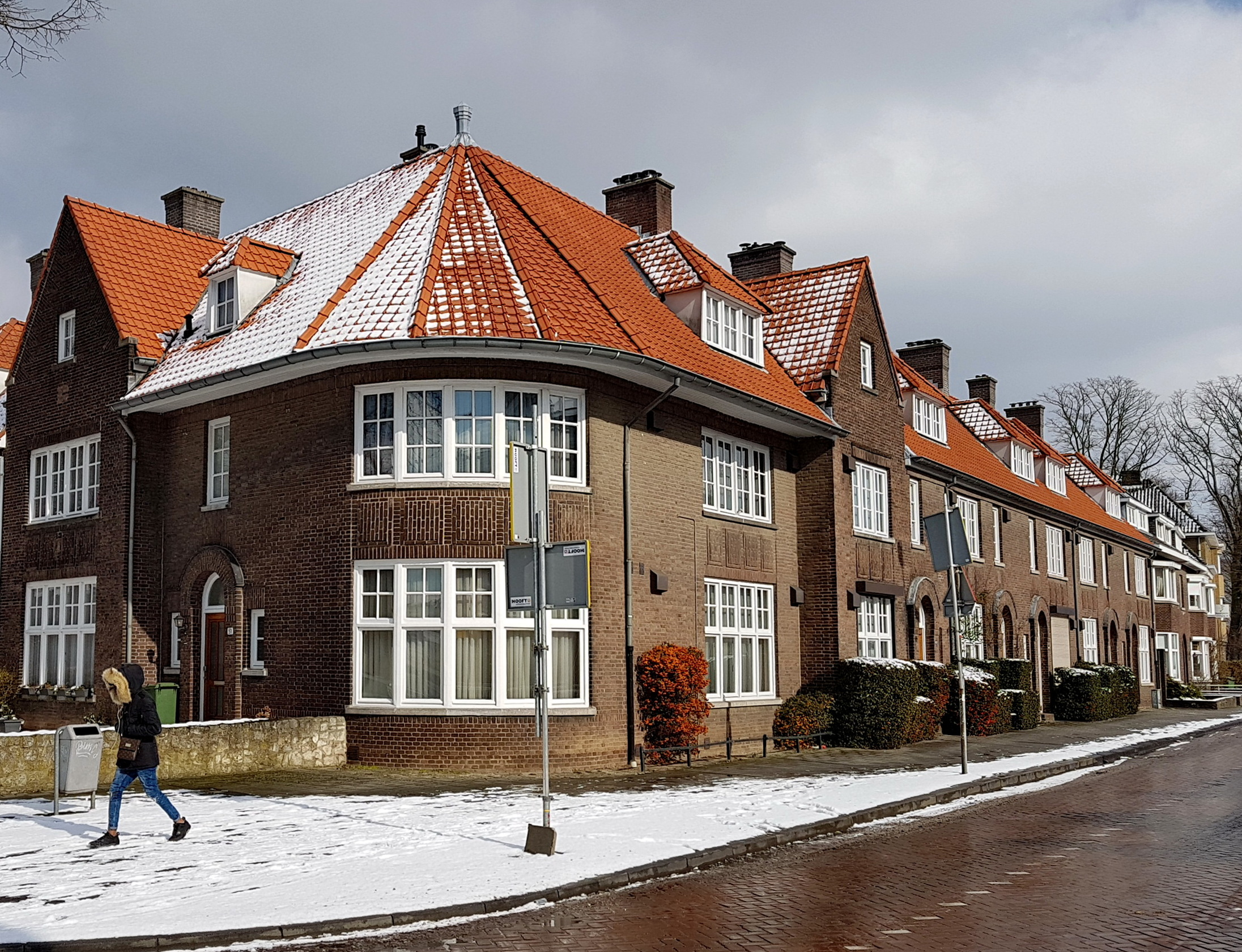
Ambtenarenwoningen (1920/21, met V. Marres)
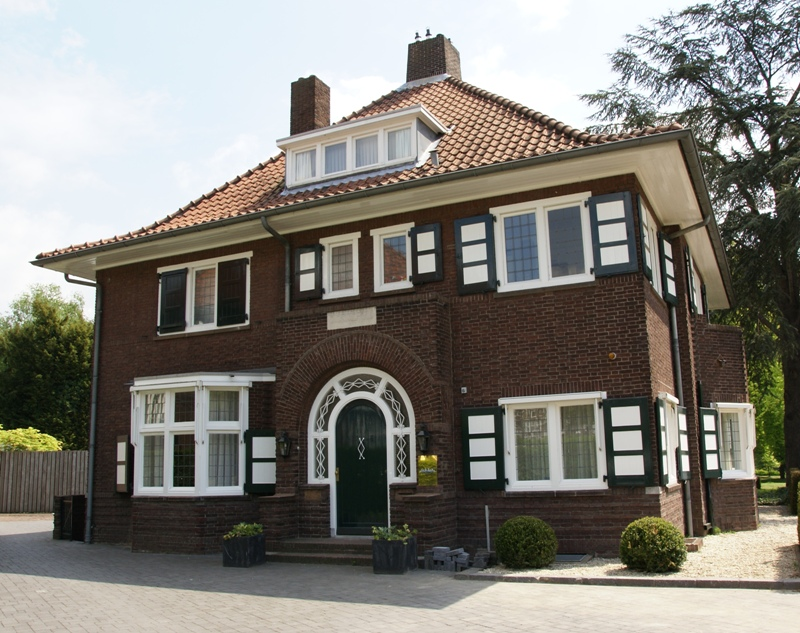
Villa Zonehuis (1925, met V. Marres)
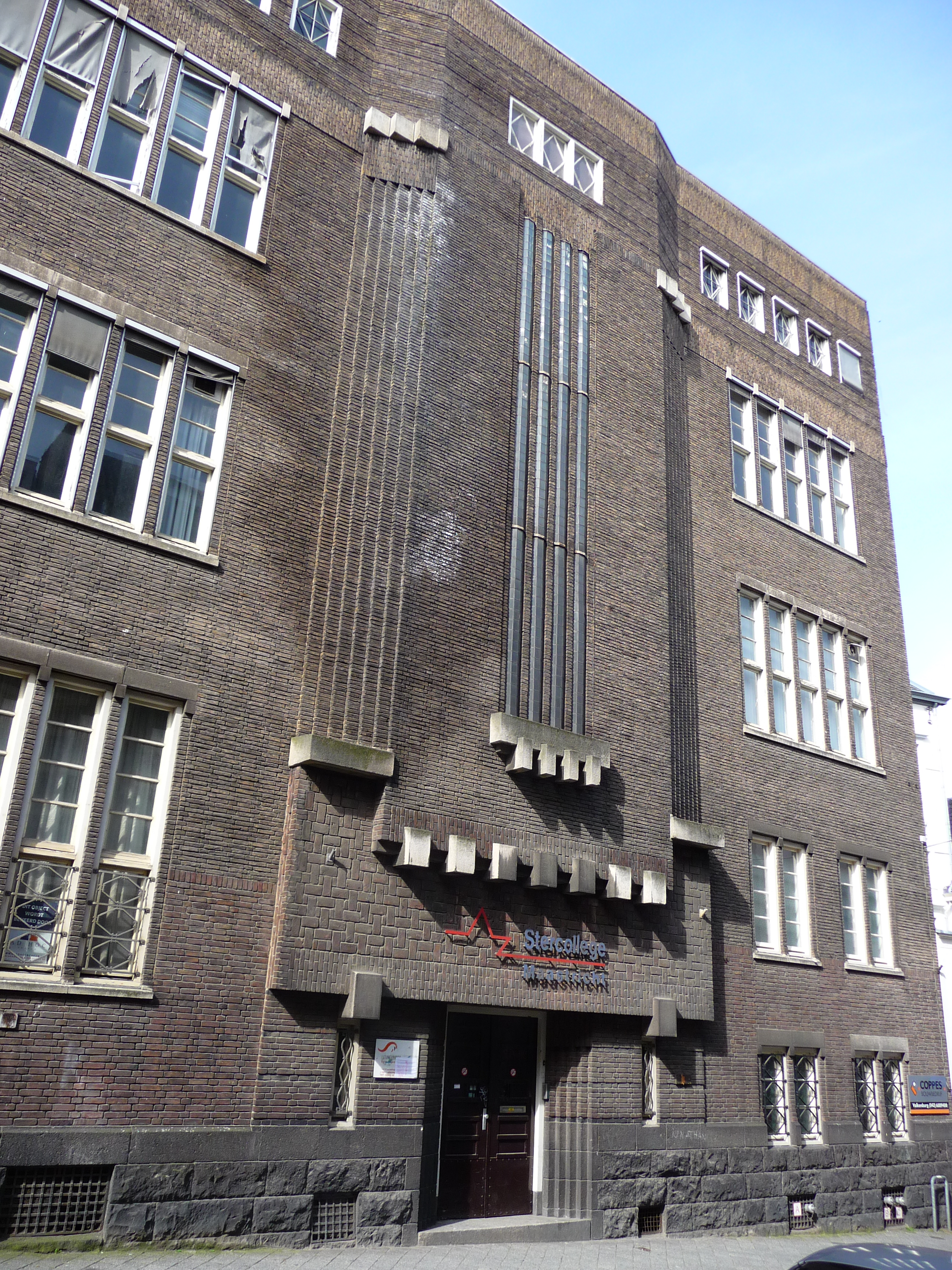
Jeanne d'Arclyceum (1928; met V. Marres)
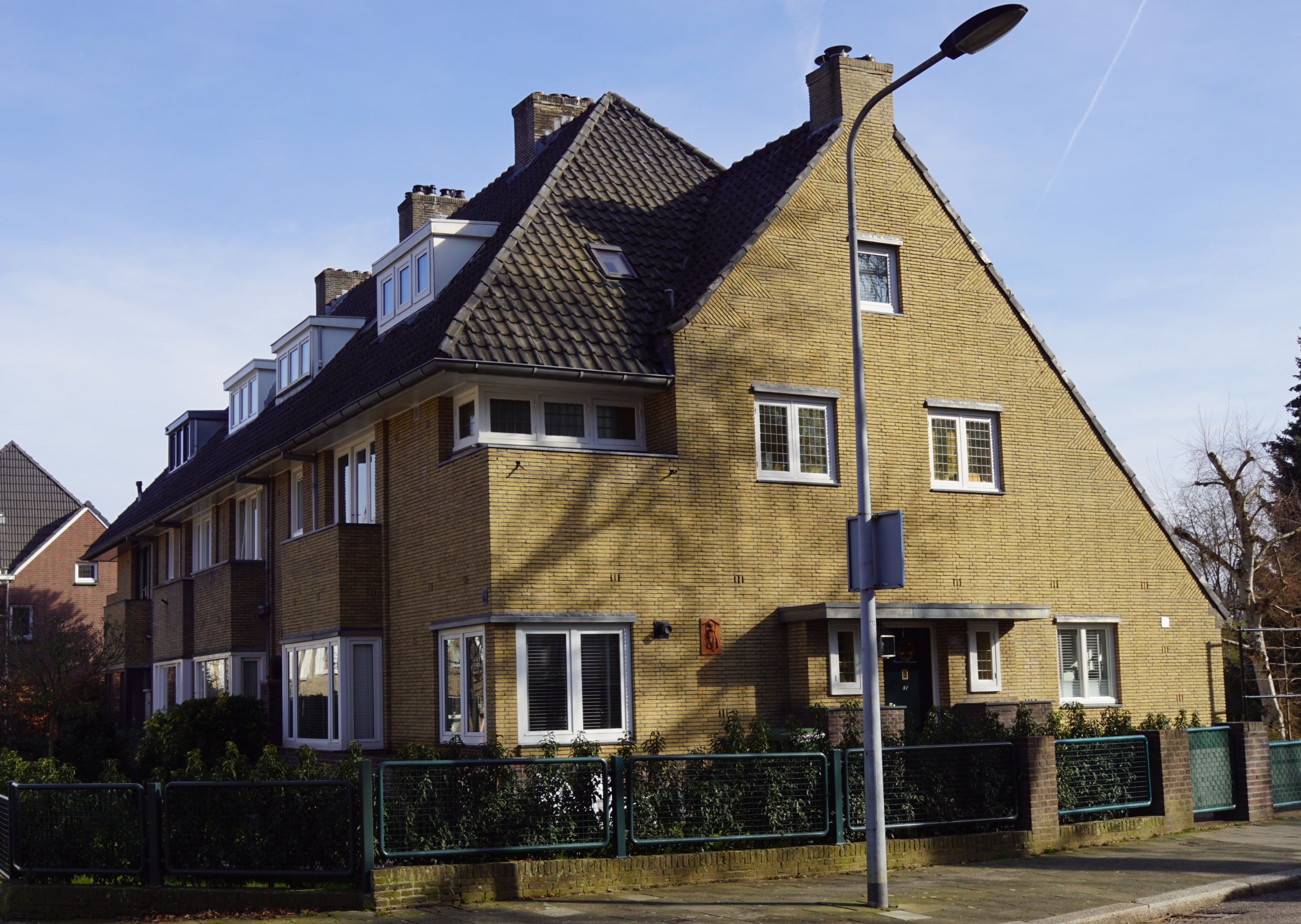
Bergweg 33-37 & Burg. Ceulenstraat 81 (1935)